# Magnolia (Texas)
Magnolia è un centro abitato degli Stati Uniti d'America situato nella contea di Montgomery dello Stato del Texas.
La popolazione era di 1.393 persone al censimento del 2010.

## Geografia fisica
Magnolia è situata a 30°12′38″N 95°45′02″W (30.210476, -95.750631), fuori Houston e accanto a The Woodlands.
I confini comprendono una superficie di circa un miglio quadrato, gran parte di questa zona è coperta da una fitta foresta che alimenta l'industria del legname.

## Società

### Evoluzione demografica
Secondo il censimento del 2000, c'erano 1.111 persone, 411 nuclei familiari e 309 famiglie residenti nella città. La densità di popolazione era di 528,3 persone per miglio quadrato (204,3/km²). C'erano 460 unità abitative a una densità media di 218,7 per miglio quadrato (84,6/km²). La composizione etnica della città era formata dall'85,69% di bianchi, l'11,34% di afroamericani, lo 0,36% di nativi americani, lo 0,36% di asiatici, l'1,62% di altre razze, e lo 0,63% di due o più etnie. Ispanici o latinos di qualunque razza erano il 4,14% della popolazione.
C'erano 411 nuclei familiari di cui il 38,2% aveva figli di età inferiore ai 18 anni, il 53,3% aveva coppie sposate conviventi, il 17,5% aveva un capofamiglia femmina senza marito, e il 24,8% erano non-famiglie. Il 20,9% di tutti i nuclei familiari erano individuali e il 9,2% aveva componenti con un'età di 65 anni o più che vivevano da soli. Il numero di componenti medio di un nucleo familiare era di 2,70 e quello di una famiglia era di 3,13.
La popolazione era composta dal 28,1% di persone sotto i 18 anni, il 9,4% di persone dai 18 ai 24 anni, il 30,5% di persone dai 25 ai 44 anni, il 19,7% di persone dai 45 ai 64 anni, e il 12,3% di persone di 65 anni o più. L'età media era di 34 anni. Per ogni 100 femmine c'erano 96,3 maschi. Per ogni 100 femmine dai 18 anni in giù, c'erano 87,6 maschi.
Il reddito medio di un nucleo familiare era di 41.875 dollari e quello di una famiglia era di 50.417 dollari. I maschi avevano un reddito medio di 45.083 dollari contro i 21.696 dollari delle femmine. Il reddito pro capite era di 21.278 dollari. Circa l'8,1% delle famiglie e il 9,0% della popolazione erano sotto la soglia di povertà, incluso l'8,2% di persone sotto i 18 anni e il 13,5% di persone di 65 anni o più.

## Istruzione
Le scuole sono gestite dal Magnolia Independent School District che copre 147 miglia quadrate (380 km²) della zona circostante. Magnolia ha costruito un nuovo liceo e diverse scuole elementari per soddisfare le esigenze.